# بيتي نويز
بيتي نويز (بالإنجليزية: Betty Noyes)‏ هي مغنية وممثلة أمريكية، ولدت في 11 أكتوبر 1912 في أوكلاهوما في الولايات المتحدة، وتوفيت في 24 ديسمبر 1987 في لوس أنجلوس في الولايات المتحدة.

## أعمال

### أفلام
- دمبو[6][7]

## وصلات خارجية
- بيتي نويز على موقع IMDb (الإنجليزية)
- بيتي نويز على موقع ميوزك برينز (الإنجليزية)
- بيتي نويز على موقع أول ميوزيك (الإنجليزية)
- بيتي نويز على موقع ديسكوغز (الإنجليزية)